# 約翰·范羅特姆
約翰·范羅特姆（John van Lottum，1976年4月10日—）是一位荷蘭男子職業網球運動員，1994年轉職業，2007年正式退役。他的职业生涯最高ATP单打排名是第62名（1999年4月26日），最高ATP双打世界排名是第232名（2003年1月27日）。

## 外部連結
- 約翰·范羅特姆（英文/西班牙文）的官方資料
- 約翰·范羅特姆的國際網球總會 職業／青少年 官方資料（英文）
- 約翰·范羅特姆的官方資料（英文）